# John Bradbury (naturalista)
John Bradbury (Stalybridge, Lancashire, 1768 — 1823) foi um botânico escocês. Ficou conhecido pelas suas viagens de coletas de plantas no início do século XIX através do oeste e meio-oeste dos Estados Unidos. Foi eleito membro da Sociedade Linneana de Londres em 1792.
Em 1811, com o naturalista Thomas Nuttall, participou da Expedição Astor para encontrar uma rota mais fácil por terra para Astoria, Oregon. Não completou a viagem, porém recolheu plantas e sementes, enviando para o Jardim botânico de Liverpool.